# Grödnertal (spoorwegen)
De Grödnertal is een Europese internationale trein voor de verbinding Verona - München. De Grödnertal, Val Gardena in het Italiaans is genoemd naar het gelijknamige wintersportgebied in de Dolomieten.

## EuroCity
De Grödnertal / Val Gardena is op 28 mei 2000 in het EuroCity-net opgenomen als aanvulling op de bestaande EuroCity's over de Brenner. De Italiaanse spoorwegen startten de dienst met de treinnummers EC 82 en EC 83.
| EC 82 | land       | station                | km  | EC 83 |
| ----- | ---------- | ---------------------- | --- | ----- |
| 06:00 | Italië     | Verona PN              | 0   | 23:22 |
|       | Italië     | Rovereto               | 68  |       |
|       | Italië     | Trento                 | 92  |       |
|       | Italië     | Bolzano/Bozen          | 147 |       |
|       | Italië     | Bressanone/Brixen      | 185 |       |
|       | Italië     | Fortezza/Franzensfeste | 196 |       |
|       | Italië     | Brennero/Brenner       | 237 |       |
|       | Oostenrijk | Matrei am Brenner      |     |       |
|       | Oostenrijk | Innsbruck Hbf          | 274 |       |
|       | Oostenrijk | Jenbach                |     |       |
|       | Oostenrijk | Wörgl Hbf              | 335 |       |
|       | Oostenrijk | Kufstein               | 348 |       |
|       | Duitsland  | Rosenheim              | 382 |       |
|       | Duitsland  | München Ost            |     |       |
| 17:30 | Duitsland  | München Hbf            | 447 | 12:30 |

In december 2002 verloor de trein haar EuroCity status wegens kwaliteitsproblemen en vanaf 14 december 2002 werd de dienst als gewone InterCity voortgezet. In 2004 namen de Oostenrijkse spoorwegen (ÖBB) de dienst over en werd de trein vanaf 12 december 2004 weer als EuroCity gekwalificeerd. De trein in noordelijke richting kreeg nu nummer EC 188, die naar het zuiden EC 189. De ÖBB reed aan de zuidkant echter niet vanaf Verona maar vanaf Bolzano, pas op 10 december 2006 werd weer vanuit Verona gereden.